# Álvaro Villalba Rubio
Álvaro Villalba Rubio (Toledo, 18 de mayo de 1897 – Ronda (Málaga)  2 de agosto de 1936) fue un militar español, hijo de José Villalba Riquelme que fue ministro de la Guerra, militar, escritor y fundador de la Legión Española entre otras cosas, hermano de José, Ricardo, Antonio y Fernando, todos oficiales que combatieron en el bando golpista, excepto José que luchó en la guerra civil española a favor de la República; y Carlos, que murió en 1914 en la guerra de Marruecos.

## Biografía
Era hijo del general José Villalba Riquelme, ministro de la Guerra entre 1919 y 1920 y de Luz Rubio Rivas, tuvo cuatro hermanas: Luz, Adela, María Luisa e Isabel. Tuvo además cinco hermanos, todos ellos militares: José, Ricardo, Antonio, Carlos y Fernando. Casó con Dolores Borrego y tuvo dos hijos, Lorenzo y María Luz Villalba Borrego.
Ingresó en la Academia de Infantería como alumno el 29 de agosto de 1911 y salió con el grado de 2.º teniente el 23 de junio de 1914.

## Guerra de Marruecos
Recién incorporado a la vida castrense, partió para la guerra del Rif en el protectorado español de Marruecos incorporándose al Regimiento África N.º 68  con el que inmediatamente entró en combate, posteriormente fue destinado al Regimiento Melilla N.º 54 y al Batallón de Cazadores de Talavera N.º 18 con sede en Nador en donde prestó servicio de instructor de Reclutas, el 12 de febrero de 1912 y fue citado en la orden del día. 
Días después y formando parte de la columna mandada por el teniente coronel Juan Arjona parte para Tetuán y posteriormente para Monte –Arruit  entrando en combate para la ocupación de Kuriat-el-Ulta, tras este bautizo de fuego se vio inmerso de lleno en los avatares y escenarios de la guerra de Marruecos, combatió en la ocupación de Hasi Berkán formando parte de la columna del general  Luis Fridich donde fue felicitado por el mando , combatió asimismo en Ras-Medal, Beni Hassen y Larache, fue citado en la orden del día por su participación en el combate que dio por resultado la ocupación de los territorios llamados Amensan y Asites el Hach Arbi, encuadrado en el Regimiento de Infantería Extremadura N.º 15 combatió para la recuperación de Sihi Alha y Seb-la. En propuesta extraordinaria asciende a Primer teniente, corre el año 1917 y el recién ascendido Teniente es destinado como profesor de la Academia de sargentos de Algeciras, es una época revuelta en el Campo de Gibraltar y su regimiento al mando del Coronel Adolfo Jiménez Castellanos es requerido por el Gobernador militar del Campo de Gibraltar José Villalba Riquelme, su padre, a causa de una huelga general, quedando de guarnición en la plaza de San Roque hasta la finalización del estado de emergencia. Asciende a capitán por antigüedad y es destinado a Ronda, Málaga, al Batallón de Cazadores de Ronda N.º 6 de Montaña, posteriormente se incorpora como alumno a la Escuela Central de Gimnasia que fundara su padre José Villalba Riquelme cuando fue ministro de la Guerra en el año 1920.

## Pionero en el mando de Carros de Combate
Sigue destinado en Ronda  hasta que en el  año 1924  Viaja a Madrid  para asistir en la escuela de Guerra  a un curso para el mando y dirección de los Carros de Combate  de Infantería incorporándose posteriormente al  Regimiento de Infantería Ceriñola N.º 42   de guarnición en Melilla , se le concede el mando y dirección de los Carros de Combate de Infantería y formando parte de la columna al mando del Coronel Juan de Azua entra en combate, combate que ya no dejara en los siguientes años mandando con brillantez y reconocimiento las tropas de Infantería, Carros de Combate y  Mehal-la Jalifiana, en donde coincidió con sus hermanos.

## Desembarco de Alhucemas
En él  año 1925  por orden del General Leopoldo Saro Marin se incorpora a su brigada para desempeñar el cargo de ayudante de su Columna, la Tercera de la Brigada de desembarco de Ceuta  y embarca en el vapor Capitán Legama perteneciente a la escuadra que realizara el desembarco de Alhucemas, el día 8 de septiembre desembarca en la Cebadilla bajo el fuego de cañón enemigo, el Capitán Álvaro Villalba va como ayudante en funciones del Coronel Miguel Campins y realiza los trabajos de organización y fortificación de la Base de Morro Nuevo que sufrió el ataque del ejército republicano, desde el día 9 de septiembre hasta el día 22 aguantan fuertes ataques de fusilería y cañón, posteriormente dan apoyo a las fuerzas de ocupación de Malmusis y Monte de las Palomas. El día 22 a las órdenes del Coronel Miguel Campins asiste a la operación que fuerzas indígenas al mando de su Hermano José Villalba Rubio y el Tercio hacen para ensanchar las líneas, siendo felicitado de forma oficial por ello y de esta forma continua en primera línea de combate hasta su vuelta a Tetuán para reorganizar las fuerzas, posteriormente sale para Ceuta, Algeciras y  Ronda donde estabilizara su carrera saliendo definitivamente de los escenarios de la guerra de Marruecos.

## Segunda República
Los siguientes años los pasa como capitán ayudante, profesor de Gimnasia y profesor de las academias de suboficiales y sargentos.
El advenimiento de la Segunda República lo sitúa en Ronda en donde en presencia del comandante militar de la plaza de Ronda teniente coronel de Infantería Manuel Allanegui Lusarreta firmó formalmente por su honor servir bien y fielmente a la República, posteriormente es destinado bajo el mando del Capitán General de la 3.ª Región, Don  José Riquelme y López-Bago , su tío, personaje que posteriormente se enfrentaría en combate a su hermano Ricardo Villalba Rubio en la defensa del Alcázar de Toledo
De vuelta a Ronda es destinado a la caja de Recluta N.º 17, en el año 1934 al ser declarado el estado de Guerra fue designado para ejercer como juez interventor especial de la plaza de Ronda, terminado dicho estado de Guerra fue nuevamente destinado a la caja de Recluta N.º 17.

## Guerra civil
Comprometido como el resto de su familia en el golpe de Estado del 17 de julio de 1936 se subleva en Ronda contra el Gobierno del Frente Popular, es asesinado por milicianos afectos a los partidos de izquierda el día 2 de agosto.

## Condecoraciones
- Dos Cruces al mérito militar con distintivo rojo
- La Cruz de María Cristina
- La medalla Militar de Marruecos con los pasadores de Melilla y Larache
- El Título de Profesor de Gimnasia
- La medalla conmemorativa de Campañas con pasador Marruecos